# Johann Kupka
Johann (auch Hans) Kupka (* 23. November 1899 in Ilvesheim; † 15. September 1942 in Stuttgart) war ein deutscher kommunistischer Widerstandskämpfer gegen den NS-Staat.

## Leben
Johann Kupka stammte aus einer Familie, die in dem kleinen Ort Ilvesheim  bei Mannheim lebte. Seine sozialen und politischen Ansichten führten ihn in die Kommunistische Partei Deutschlands (KPD). In den 1920er Jahren engagierte er sich gegen das Aufkommen des Nationalsozialismus.
Nach der Machtübertragung an die NSDAP 1933 wurde er von der Gestapo verhaftet, kam aber nach drei Wochen wieder frei. Nun setzte er seinen Kampf gegen das NS-Regime illegal fort. Er schloss sich der Widerstandsgruppe von Georg Lechleiter an, die Flugblätter und Schriften herstellte und an Arbeitsplätzen der Großbetriebe von Mannheim verteilte. Nach dem Überfall des NS-Staates auf die Sowjetunion 1941 begann die Gruppe eine Zeitung herzustellen, in der die Menschenfeindlichkeit und Sinnlosigkeit dieses Krieges anhand von Nachrichten und Analysen herausgestellt wurde. Kupkas Aufgabe war es, die beschriebenen Matrizen von Heidelberg in einen Keller nach Mannheim zu überbringen, wo sie gedruckt und zusammengestellt wurden. Durch Verrat wurde die Gruppe von 19 Verdächtigen denunziert, sodass nur vier Nummern dieser Zeitung hergestellt werden konnten. Bei den darauf erfolgenden Verhaftungen gehörte auch Kupka zu den Festgenommenen. In einem Prozess vor dem Volksgerichtshof im Mannheimer Schloss wurden die Angeklagten zum Tode verurteilt und am 15. September 1942 im Landgericht Stuttgart mit dem Fallbeil hingerichtet.

## Erinnerung
- In Ilvesheim wurde zur Erinnerung an Johann Kupka die „Hans-Kupka-Siedlung“ benannt.

- Auf dem Werksgelände seiner ehemaligen Arbeitsstätte Firma Lanz in Mannheim-Lindenhof wurde durch den Aktionskünstler Gunter Demnig ein Stolperstein verlegt.[1]